# وستامپنت
وستامپنت (به انگلیسی: Westhampnett) یک روستا و محله مدنی در بریتانیا است که در Chichester واقع شده‌است. وستامپنت ۸٫۸۹ کیلومتر مربع مساحت و ۷۰۹٫ نفر جمعیت دارد.